# 梅德溫 (維什霍羅德區)
梅德溫（烏克蘭語：Медвин）是位於烏克蘭北部的村莊，由基辅州维什霍罗德区的伊萬基夫市鎮負責管轄。該村始建於1400年，面積2.5平方公里，海拔高度112米，2001年人口29，人口密度每平方公里11.6人。